# Kaki Bukit
Kaki Bukit (del jawi: كاكي بوكيت) es un pequeño distrito del estado de Perlis, Malasia. Situado a 26 kilómetros al norte de la capital Kangar y a cuantas millas de Padang Besar, en la frontera entre Tailandia y Malasia.
Un lugar de interés en Kaki Bukit es Gua Kelam. Cueva que ha sido tallada a través de la piedra caliza mediante un río subterráneo durante el tiempo. También fue una vía para transportar casiterita a través del valle de Wan Tangga, desde los tiempos de la colonización británica hasta los años '70.
Kaki Bukit también es famosa por su gastronomía local, como el Kaya Puff, Kaya Pao y algunos tipos de Baozi, Lo mai gai (una mezcla de carne de pollo y de cerdo con arroz glutinoso) y un postres típicos.